# Ariel Zárate
Ariel Silvio Zárate (Haedo, Argentina, 13 de julio de 1973) es un exfutbolista argentino que se desempeñaba como volante ofensivo. Se retiró en el club All Boys de la Primera División de Argentina en el año 2011. Fue mánager de dicha identidad. Era un Volante que se destacaba por su exquisita técnica y fina pegada para los lanzamientos de falta directa y remates de media distancia. Es el hermano mayor de los futbolistas Rolando y Mauro, y menor que el antiguo internacional Sergio.

## Trayectoria
Hizo todas las inferiores en Vélez Sársfield y aunque nunca llegó a debutar con la camiseta del club de Liniers, el Riccione Calcio de Italia lo fichó para jugar una temporada en el exterior. Luego de aquella temporada volvió a Vélez Sársfield. En 1994 el Holstein Kiel de Alemania lo fichó por una temporada. Luego de su vuelta a Liniers, viaja por dos años a México, un año lo pasa en Club de Fútbol Pachuca y otro en Deportivo Toluca. Después es cedido al Cádiz CF de la 2ª división B de España, equipo en el que jugó la temporada siguiente, aunque sería recién al año consiguiente donde explosionaría como jugador, liderando al equipo hacia su primera promoción de ascenso en Segunda División B en cuatro temporadas, que terminó amargamente, tras el enfrentamiento contra Real Madrid Castilla y FC Barcelona B.
Sus buenas actuaciones no pasaron por alto, varios clubes se fijaron en él hasta que finalmente el Málaga lo contrató. En este club consiguió su primer título profesional, ascendiendo a la Primera División de España. Con el cuadro malacitano jugaría mayor liga de España, y de ahí sería cedido al Elche primero y posteriormente al Xerez, con los que jugaría en Segunda y donde logró convertirse en ídolo de sus respectivos seguidores.
En mayo del 2003 logró convertir un gol olímpico con la camiseta de Xerez CD.
Cuando volvió a Argentina fichó para jugar en CD Morón donde estuvo muy cerca de conseguir el ascenso. Luego pasó por Tristán Suárez, donde estuvo cerca de conseguir el ascenso, pero perdió con All Boys y no se logró concretar. Más tarde consiguió su segundo título, esta vez lo logró en All Boys, cuando se encontraba en la Tercera Categoría de Argentina a los 35 años, siendo la figura en la mayor parte del campeonato por sus asistencias y pegadas en los tiros libres.[cita requerida]
A los 37 años debutó en la Primera División de Argentina cumpliendo así su deuda de jugar en la mayor liga del fútbol argentino con la camiseta de All Boys en la segunda fecha del Torneo Apertura 2010 frente a Vélez Sarsfield.
Ariel Zárate se retiró de la actividad jugando para el club All Boys el 11 de junio de 2011. En la penúltima fecha del Torneo Clausura 2011, y luego de ganarle a Club de Gimnasia y Esgrima La Plata (1-0) asegurando la permanencia del equipo Albinegro y pasando la barrera de los 50 puntos lo cual era el objetivo planteado por el Chino y su equipo para aquel torneo.

## Logros
| Título                     | Club      | País      | Año  |
| -------------------------- | --------- | --------- | ---- |
| Segunda División A         | Málaga CF | España    | 1999 |
| Copa Intertoto             | Málaga CF | España    | 2002 |
| Primera B Metropolitana    | All Boys  | Argentina | 2008 |
| Ascenso a Primera División | All Boys  | Argentina | 2010 |

## Clubes

### Como jugador
| Club                   | País      | Año       |
| ---------------------- | --------- | --------- |
| Riccione Calcio        | Italia    | 1992-1993 |
| Vélez Sársfield        | Argentina | 1993      |
| Holstein Kiel          | Alemania  | 1994-1995 |
| Vélez Sársfield        | Argentina | 1995      |
| Club de Fútbol Pachuca | México    | 1995      |
| Deportivo Toluca       | México    | 1996      |
| Cádiz CF               | España    | 1996-1998 |
| Málaga CF              | España    | 1998-1999 |
| Elche CF (cedido)      | España    | 1999-2000 |
| Málaga CF              | España    | 2000-2002 |
| Xerez CD               | España    | 2002-2003 |
| Elche CF               | España    | 2003-2005 |
| Morón                  | Argentina | 2005-2006 |
| Tristán Suárez         | Argentina | 2006-2007 |
| All Boys               | Argentina | 2007-2011 |

### Como mánager
| Club     | País      | Año       |
| -------- | --------- | --------- |
| All Boys | Argentina | 2011-2012 |

### Como entrenador
| Club            | País      | Año  |
| --------------- | --------- | ---- |
| Deportivo Merlo | Argentina | 2015 |